# Geoffrey Wright
Geoffrey Wright (* 1959 in Melbourne, Victoria) ist ein australischer Filmregisseur.

## Leben
1959 wurde Geoffrey Wright in Melbourne, Victoria geboren. Er besuchte die Swinburne Film and Television School und schloss mit einem Diplom ab. Anschließend arbeitete er als Filmkritiker für Melbourne Age und Radio 3AW.
Wright gab sein Regiedebüt mit dem Kurzfilm Lover Boy, der als Bester australischer Kurzfilm bei den Filmfestspielen in Sydney und Melbourne ausgezeichnet wurde. Im Jahr 1992 führte er bei dem Film Romper Stomper Regie und verfasste das Drehbuch dazu. In dem Film haben Russell Crowe und Jacqueline McKenzie eine Hauptrolle erhalten, womit Wright außerhalb von Australien bekannt wurde.
Anschließend folgte das Filmdrama Metal Skin, mit Ben Mendelsohn der auch in Lover Boy zu sehen war, im Jahr 1995.
1996 führte er bei einer Episode der Fernsehserie Naked: Stories of Men Regie, bevor er im Jahr 2000 den Horrorfilm Sex oder stirb mit Brittany Murphy als „Jody Marken“ fertigstellte. 2006 war er bei der Shakespeare Adaption Macbeth als Regisseur tätig, dabei standen Sam Worthington und Kate Bell vor der Kamera.

## Filmografie
- 1989: Lover Boy (Kurzfilm)
- 1992: Romper Stomper
- 1994: Metal Skin
- 1996: Naked: Stories of Men (Fernsehserie)
- 2000: Sex oder stirb (Cherry Falls)
- 2006: Macbeth